# Grönländische Fußballmeisterschaft 2004
Die Grönländische Fußballmeisterschaft 2004 war die 42. Spielzeit der Grönländischen Fußballmeisterschaft.
Meister wurde zum ersten Mal der FC Malamuk Uummannaq.

## Teilnehmer
Folgende Mannschaften nahmen an der Schlussrunde teil:
- FC Malamuk Uummannaq
- N-48 Ilulissat
- Kugsak-45 Qasigiannguit
- B-67 Nuuk
- NÛK
- Nagtoralik Paamiut
- N-85 Narsaq
- ATA Tasiilaq

## Modus
Zum ersten Mal seit langem ist nur die in Ilulissat ausgetragene Schlussrunde überliefert. Diese wurde wie üblich in zwei Vierergruppen ausgetragen, wonach eine K.-o.-Phase folgte.

## Ergebnisse

### Vorrunde
Gruppe A
| Pl. | Verein             | Sp. | S | U | N | Tore    | Diff. | Punkte |
| --- | ------------------ | --- | - | - | - | ------- | ----- | ------ |
| 1.  | N-48 Ilulissat     | 3   | 2 | 1 | 0 | 008:000 | +8    | 07     |
| 2.  | B-67 Nuuk          | 3   | 1 | 2 | 0 | 004:100 | +3    | 05     |
| 3.  | N-85 Narsaq        | 3   | 1 | 1 | 1 | 008:600 | +2    | 04     |
| 4.  | Nagtoralik Paamiut | 3   | 0 | 0 | 3 | 001:140 | −13   | 0      |

|                    | Ergebnis |                    |
| ------------------ | -------- | ------------------ |
| N-48 Ilulissat     | 0:0      | B-67 Nuuk          |
| Nagtoralik Paamiut | 1:7      | N-85 Narsaq        |
| B-67 Nuuk          | 1:1      | N-85 Narsaq        |
| N-48 Ilulissat     | 4:0      | Nagtoralik Paamiut |
| B-67 Nuuk          | 3:0      | Nagtoralik Paamiut |
| N-48 Ilulissat     | 4:0      | N-85 Narsaq        |

Gruppe B
| Pl. | Verein                  | Sp. | S | U | N | Tore    | Diff. | Punkte |
| --- | ----------------------- | --- | - | - | - | ------- | ----- | ------ |
| 1.  | Kugsak-45 Qasigiannguit | 3   | 3 | 0 | 0 | 007:200 | +5    | 09     |
| 2.  | FC Malamuk Uummannaq    | 3   | 2 | 0 | 1 | 009:500 | +4    | 06     |
| 3.  | NÛK                     | 3   | 1 | 0 | 2 | 004:700 | −3    | 03     |
| 4.  | ATA Tasiilaq            | 3   | 0 | 0 | 3 | 002:800 | −6    | 0      |

|                      | Ergebnis |                         |
| -------------------- | -------- | ----------------------- |
| ATA Tasiilaq         | 2:4      | FC Malamuk Uummannaq    |
| NÛK                  | 1:3      | Kugsak-45 Qasigiannguit |
| FC Malamuk Uummannaq | 1:3      | Kugsak-45 Qasigiannguit |
| ATA Tasiilaq         | 0:3      | NÛK                     |
| FC Malamuk Uummannaq | 4:0      | NÛK                     |
| ATA Tasiilaq         | 0:1      | Kugsak-45 Qasigiannguit |

### Platzierungsspiele
Halbfinale
|                         | Ergebnis |                      |
| ----------------------- | -------- | -------------------- |
| N-48 Ilulissat          | 1:2      | FC Malamuk Uummannaq |
| Kugsak-45 Qasigiannguit | 0:4      | B-67 Nuuk            |

Spiel um Platz 7
|                    | Ergebnis |              |
| ------------------ | -------- | ------------ |
| Nagtoralik Paamiut | 6:4      | ATA Tasiilaq |

Spiel um Platz 5
|             | Ergebnis |     |
| ----------- | -------- | --- |
| N-85 Narsaq | 1:0      | NÛK |

Spiel um Platz 3
|                | Ergebnis |                         |
| -------------- | -------- | ----------------------- |
| N-48 Ilulissat | 4:3      | Kugsak-45 Qasigiannguit |

Finale
|                      | Ergebnis |           |
| -------------------- | -------- | --------- |
| FC Malamuk Uummannaq | 1:0      | B-67 Nuuk |